# فولكر بيك
فولكر بيك (بالألمانية: Volker Beck )‏ (و. 1960  م) هو سياسي، من ألمانيا، هو عضوٌ في حزب الخضر الألماني (منذ 1985)، شارك في الانتخابات الرئاسية الألمانية 2012، والانتخابات الرئاسية الألمانية 2010، والانتخابات الرئاسية الألمانية 1999 ‏، والانتخابات الرئاسية الألمانية 2004، والانتخابات الرئاسية الألمانية 2009، والانتخابات الرئاسية الألمانية 2017.

## مناصب
تولى منصب عضو في البوندستاغ الألماني (منذ 22 أكتوبر 2013)، وعضو في البوندستاغ الألماني (27 أكتوبر 2009–22 أكتوبر 2013)، وعضو في البوندستاغ الألماني (18 أكتوبر 2005–27 أكتوبر 2009)، وعضو في البوندستاغ الألماني (17 أكتوبر 2002–18 أكتوبر 2005)، وضابط أساسي ‏ (2002–2013)، وعضو في البوندستاغ الألماني (26 أكتوبر 1998–17 أكتوبر 2002)، وعضو في البوندستاغ الألماني (10 نوفمبر 1994–26 أكتوبر 1998).

## التعليم
تعلم في جامعة شتوتغارت.

## جوائز
حصل على جوائز منها:
- جائزة ليو بايك الألمانية  [لغات أخرى]‏ (2015)[7]
- صليب وسام الاستحقاق من جمهورية ألمانيا الاتحادية (2012).

## وصلات خارجية
- فولكر بيك على موقع IMDb (الإنجليزية)
- فولكر بيك على موقع مونزينجر (الألمانية)